# Central Cee
Оукли Нил Цезар Су (енгл. Oakley Neil Caesar-Su; Лондон, 4. јун 1998), познат као Central Cee (транскр.  Сентрал Си), британски је репер. Истакао се 2022. синглом Doja, док се данас сматра најпознатијим хип-хоп музичарем из Уједињеног Краљевства.

## Биографија
Рођен је 4. јуна 1998. у Лондону. Док је одрастао, његов отац је свирао хип-хоп музику. Изјавио је да се у школи држао сам себе, али да би се повремено лоше понашао и губио живце. Ишао је у школу са колегом репером Дигом Д. Почео је да снима музику када је имао 14 година. Радио је у продавници ципела три седмице пре него што је сазнао своју плату и дао отказ.

## Каријера
Цезар-Су се први пут појавио на Ain't On Nuttin Remix заједно са Џеј Хусом, Бонказом и другима у јануару 2015, где је усвојио реперско име Сентрал Си. Објавио је свој StreetHeat Freestyle у фебруару исте године. Сентрал Си  је објавио свој први пројекат, албум 17, 2017. године. Његов Next Up?? фристајл је објављен у октобру 2019. године. Цезар-Су  је упознао свог будућег менаџера Ибеза 2019. године, који га је охрабрио да се даље бави музиком. Након што је прешао са ауто-подешеног хип хопа на стил сличан британском дрилу, Сентрал Си  је 14. јуна 2020. објавио свој продорни сингл Day in the Life. Наставио га је са Loading, 22. октобра 2020. Музика видео записе за обе песме објавио је GRM Daily. Познат је по својим сингловима Loading, 6 for 6 и Day in the Life, који заједно имају преко 80 милиона прегледа на Јутјубу. Loading и Commitment Issues су достигли првих 20 на UK Singles Chart. Сентрал Си је у марту 2021. самостално објавио свој дебитантски микстејп Wild West, који је дебитовао на другом месту УК листе албума и на првом месту UK R&B листе албума. Сингл Obsessed with you достигао је 5. место на UK Singles Chart.  

## Дискографија
Студијски албуми
- (2025)

## Референцe
1. ↑  Central Cee: Big Sean-endorsed West London rapper whose career finally thrived during lockdown". NME. 2021-03-17.
2. ↑  Central Cee: The Party-Starting Rapper Injecting Fun into Drill". www.vice.com. Retrieved 2021-05-24.
3. ↑  Ain't On Nuttin Remix - Bonkaz, J Hus, Reeko, Yung Reeks, Wholagun, Bully, Central C & Shower Malik, retrieved 2021-06-08
4. ↑  Central Cee - #StreetHeat Freestyle [@Central_Cee] | Link Up TV, retrieved 2021-06-08
5. ↑  a b "Central Cee Tickets, Tour Dates & Concerts 2021/2022". Stereoboard. Retrieved 19 March 2021. He released his debut album, '17', in 2017 and will follow it up with 'Wild West' in March 2021.
6. ↑  The Central Cee Interview: Blowing Up During COVID, West London Upbringing, Drake & Big Sean CoSigns, retrieved 2021-12-03
7. ↑  Wynter, Courtney. "Premiere: Central Cee Unleashes New Banger "Loading"". GRM Daily - Grime, Rap music and Culture. Archived from the original on 2020-11-10. Retrieved 2020-11-10.
8. ↑  Rahman, Aishah (2020-10-22). "Central Cee is 'Loading' in clean new visuals". Link Up Tv. Archived from the original on 2020-11-10. Retrieved 2020-11-10.
9. ↑  Pritchard, Will (12 March 2021). "Central Cee: Wild West review – gritty street-level drill from magnetic talent". The Guardian. Retrieved 19 March 2021.
10. ↑  loading | full Official Chart History | Official Charts Company". Official Charts Company. Retrieved 2021-01-16.
11. ↑  a b c d e Peaks in the UK: All except noted: "CENTRAL CEE | full Official Chart History | Official Charts Company". Official Charts Company. Archived from the original on 2020-11-10. Retrieved 2020-11-10. "The Great Escape": "Blanco/Central Cee | full Official Chart History". Official Charts Company. Retrieved 8 May 2021.